# Tricentra necula
Tricentra necula är en fjärilsart som beskrevs av Druce 1892. Tricentra necula ingår i släktet Tricentra och familjen mätare. Inga underarter finns listade i Catalogue of Life.